# Wladimir Konstantinowitsch Sewrjugin
Wladimir Konstantinowitsch Sewrjugin (russisch Влади́мир Константи́нович Севрю́гин; * 15. Juni 1924 in Rjasan, Russische SFSR; † 26. Januar 1998 in Moskau) war ein sowjetischer Sportschütze.

## Erfolge
Wladimir Sewrjugin nahm an den Olympischen Spielen 1952 in Helsinki und 1956 in Melbourne in der Disziplin Laufender Hirsch im Einzel- und Doppelschuss teil. 1952 belegte er mit 383 Punkten den achten Platz. Vier Jahre darauf erzielte er 429 Punkte, sodass er den Wettbewerb hinter Witalij Romanenko und Olof Sköldberg auf dem dritten Platz beendete und die Bronzemedaille gewann. Zwischen den beiden Olympischen Spielen wurde er 1954 in Caracas mit der Mannschaft im Doppelschuss Weltmeister und sicherte sich in der Einzelkonkurrenz Silber.